# Jochi Kleint
Klaus-Joachim "Jochi" Kleint (Hamburg, Alemanya; 24 de gener de 1948) és un pilot de ral·li alemany actualment retirat que va participar habitualment en proves del Campionat Mundial de Ral·lis, del Campionat d'Europa de Ral·lis i del Campionat d'Alemanya de Ral·lis. Va ser guanyador del Campionat d'Europa de Ral·lis de l'any 1979.

## Trajectòria
Kleint comença a disputar proves de ral·li a finals dels anys 60 i principis dels 70 al Campionat d'Alemanya de Ral·lis amb un Ford Escort o un Ford Capri, disputant puntualment alguna prova del Campionat d'Europa de Ral·lis o del Campionat Mundial de Ral·lis, com el Ral·li de Monte-Carlo de 1973.
L'any 1977, a bord d'un Volkswagen Golf GTi, queda tercer del Campionat alemany. Posteriorment, l'any 1978, amb aquest mateix cotxe, se centra en disputar proves del Campionat Mundial com el Ral·li de Monte-Carlo, el Ral·li dels 1000 Llacs o el RAC Ral·li, essent habitual a partir d'aleshores la seva presència puntual en proves mundialístiques, aconseguint el seu millor resultat al Ral·li de Monte-Carlo de 1981, on finalitza tercer amb un Opel Ascona.
L'any 1979 guanya el Campionat d'Europa de Ral·lis convinant les seves participacions entre un Opel Kadett GT/E i un Opel Ascona, guanyant dues de les proves del campionat: el Boucles de Spa belga i el Halkidiki Ral·li grec.
La temporada 1982 quedaria subcampió del Campionat d'Alemanya amb un Opel Ascona.